# Stenhovertjärnen
Stenhovertjärnen är en sjö i Strömsunds kommun i Jämtland och ingår i Ångermanälvens huvudavrinningsområde. Sjön har en area på 0,088 kvadratkilometer och ligger 408,3 meter över havet. Sjön avvattnas av vattendraget Flybäcken.

## Delavrinningsområde
Stenhovertjärnen ingår i det delavrinningsområde (714437-146470) som SMHI kallar för Utloppet av Stenhovertjärn. Medelhöjden är 425 meter över havet och ytan är 0,64 kvadratkilometer. Räknas de 4 avrinningsområdena uppströms in blir den ackumulerade arean 12,98 kvadratkilometer. Flybäcken som avvattnar avrinningsområdet har biflödesordning 4, vilket innebär att vattnet flödar genom totalt 4 vattendrag innan det når havet efter 267 kilometer. Avrinningsområdet består mestadels av skog (86 procent). Avrinningsområdet har 0,09 kvadratkilometer vattenytor vilket ger det en sjöprocent på 13,5 procent.